# Rothari
Rothari také Rothair (606?–652) byl v letech 636 až 652 králem Langobardů, kde na trůnu nahradil Arioalda, který byl stejně jako Rothari ariánského vyznání. Rothari byl jedním z nejenergičtějších langobardských králů, Fredegarova kronika uvádí (kronika, 71), že na počátku své vlády nechal usmrtit mnoho nepodřízených šlechticů a že ve svém úsilí o mír zachoval velmi přísnou disciplínu.

## Životopis
Než se stal v roce 636 králem Langobardů, byl vévodou z Brescie. Po zvolení králem se oženil s vdovou po Arioaldovi, Gundebergou, dcerou krále Agilulfa a královny Theodelindy. Gundeberga byla katolického vyznání, přesto souhlasila se svatbou s ariáncem Rotharem, protože byl ke katolíkům tolerantní. Podařilo se mu posílit ústřední autoritu krále i přes odpor ze strany vévodů.
V roce 641 dobyl Janov a všechna zbývající východní římská území na dolním toku řeky Pád, včetně Opitergia. Před zahájením tažení do zbytku římské Ligurie v roce 643 vydal Edictum Rothari, první písemnou kodifikaci lombardského práva založenou na dávných zvyklostech. Podle Paula Diacona „Rothari poté dobyl všechna města Římanů, která se nacházela na břehu moře od města Luna v Toskánsku až po hranice franské říše.“

## Dědictví
Nejtrvalejším Rothariho počinem bylo sepsání Edictum Rothari, který byl první písemnou kodifikací lombardského práva. Edikt byl napsán latinsky. V roce 642 nebo 643 Rothari svolal gairethinx, aby potvrdil tuto novou a vylepšenou sbírku starých tradic. Edikt se týkal pouze jeho langobardských obyvatel a poddaných, Římané nadále žili podle římského práva v langobardských jurisdikcích.
Jeho nástupcem se stal jeho syn Rodoald. Baptisterium v Monte Sant'Angelo je tradičně známé jako „Rothariho hrobka“.